# Charlie Whiting
Charlie Whiting (Kent, Inglaterra, 12 de agosto de 1952-Melbourne, Australia, 14 de marzo de 2019) fue el director de carrera de la Fórmula 1 de nacionalidad británica durante más de veinte años. También participó como responsable técnico de la FIA desde 1988 hasta marzo de 2017, cuando fue reemplazado por Marcin Budkowski.

## Carrera
Su primer trabajo fue como asistente de su hermano, Nick, preparando coches de rally cerca del circuito de Brands Hatch en Inglaterra. A mediados de los 70, ambos hermanos corrieron en Surtees en las series de 1976 de la British F5000 para Divina Galica. En la temporada de 1977 Whiting se unió a Hesketh Racing en Easton Neston, cerca de Silverstone. Tras la desaparición del equipo se unió al equipo Brabham de Bernie Ecclestone en Weybridge, donde permanecería durante diez años, convirtiéndose en jefe de mecánicos durante los éxitos de 1981 y 1983 en el Campeonato del Mundo, y luego ascendiendo a jefe de ingenieros. Mientras, su hermano Nick abriría una tienda de repuestos cerca del circuito de Brands Hatch.
En 1988 se hizo delegado técnico de la FIA Fórmula 1 y en 1997 fue elegido Director de Carrera y Delegado de Seguridad.
Durante el Gran Premio de los Estados Unidos de 2005, Whiting se vio implicado en una controversia cuando los neumáticos que Michelin llevó a Indianápolis no eran seguros para utilizarse. La compañía francesa era incapaz de fabricar nuevas ruedas a tiempo para reemplazar las proporcionadas a sus siete equipos y pidió instalar una chicane en la curva 13 del circuito. Whiting se negó afirmando que sería injusto para los equipos que sí podían correr sin problemas por el trazado existente y que el hacer cambios de última hora en el trazado podría exponer a todos los implicados a sanciones legales en el caso de accidente.
De los veinte corredores que fueron confirmados principalmente para la competencia, solamente participaron los pilotos de los tres equipos equipados con neumáticos Bridgestone (Ferrari, Minardi y Jordan). Los otros catorce corredores, todos equipados con neumáticos Michelin, se retiraron a la calle de boxes tras completar la vuelta de formación alegando preocupación por su seguridad.

## Fallecimiento
Falleció en Melbourne, a la edad de 66 años, por una embolia pulmonar. Su muerte fue confirmada por la FIA, en la madrugada del 14 de marzo, antes de disputarse el Gran Premio de Australia de 2019.